# Йоан Петру Куліану
Йоан Петру Куліану (5 січня 1950, Ясси — 21 травня 1991, Чикаго) — румунський історик релігії, історик культури та інтелектуальної історії, філософ, політичний публіцист, новеліст. 
Під загрозою репресій комуністичного режиму Румунії мусив виїхати з країни, відтак проживав в Італії (1973—1978), Нідерландах (1978—1986), США (1986—1991). 
Експерт з гностицизму та магії епохи Відродження, його вчителем був Мірча Еліаде, хоча з часом Куліану дистанціювався від свого наставника. Перу Куліану належать фундаментальні праці про взаємозв’язок між окультизмом, еросом, магією, фізикою та історією.
Був убитий у 1991. Припускають, що вбивство стало наслідком його критичного погляду на румунську національну політику.

## Життєпис

### Ранні роки
Куліану народився у Яссах. Навчався у Бухарестському університеті, потім подорожував по Італії, де йому був наданий політичний притулок. Читав курс лекцій у Перуджі у липня 1972. 
Пізніше закінчив Католицький університет Святого Серця у Мілані. Деякий час жив у Франції та Голландії, потім поїхав до Чикаго. Після короткочасної роботи запрошеного професора, зайняв посаду професора у Чиказькому університеті. Отримав ступінь доктора философії в Паризькому університеті IV у січні 1987, захистив дисертацію на тему «Recherches sur les dualismes d’Occident. Analyse de leurs principaux mythes» («Дослідження західного дуалізму. Аналіз основних міфів») під керівництвом Мішеля Месліна. 
Закінчивши три докторантури і маючи великий досвід роботи шістьма мовами, Куліану спеціалізувався в царині магії епохи Відродження та містицизму. Він став другом, а пізніше літературним виконувачем духівниці Мірчі Эліаде, відомого історика релігій. Писав художню літературу та політичні статті. 
Розлучився з першою дружиною, був заручений з Гілларі Візнер, 27-річною аспіранткою Гарвардського університету. 
Пращури Куліану грали відому роль у культурному житті міста Ясси, давньої столиці провінції Молдавія. Дід, Некулай Куліану (Neculai Culianu), у кінці XIX — початку XX був деканом Університету Ясс, а також членом впливової культурної групи Junimea (Юність), що заснована у 1867 літературним критиком Тіту Майореску (Titu Maiorescu). Батько Куліану, юрист та математик, також працював в університеті, однак після приходу до влади комуністів втратив роботу та майно. Не витримавши переслідувань, помер у віці 50 років, коли Куліану був ще дитиною. Із великого дому, який конфіскувала влада, родина переїхала до невеличкої квартири .
Не дивлячись на політичні та ідеологічні обставини його ранньої наукової кар’єри, у Куліану  рано з’явилася зацікавленість до історії релігій.
У 1967 він поїха із Ясс в Бухарест, де вступив на факультет іноземної літератури в Університеті Бухаресту. Вивчав класичну літературу (латина, давньогрецька), давні мови і культури (санскрит), індійську філософію. Особливий інтерес він виявив до філософії і релігії Ренесанса, і у 1971 під керівництвом Ніни Фаркон (Nina Façon) захистив дипломну роботу «Марсіліо Фічіно та платонізм епохи Ренесанса». Раніше він написав дві роботи про філософію Джордано Бруно та про магічні аспекти його праць .
Молодому досліднику пророкували велике майбутнє, однак перед закінченням університету він відмовився співробітничати з румунською службою безпеки Секурітате  і потрапив до «чорного списку», через який не міг отримати роботу, не мав можливості публікуватися. Єдиною можливостю реалізуватися ним у науковій області було залишитися країну. 
У 1973 Куліану отримав грант від Італійського міністерства іноземних справ на літнє стажування в Італійському університеті для іноземців у м. Перуджі. 

### Італія (1973—1978)
Опинившись в Італії, Куліану планував залишитися за кордоном, розуміючи, що залишатися там нелегалом він не може. Відмова від повернення до Румунії означала б для нього стати безхатьком. Крім того, у Румунії його вчинок був би розцінений як зрада, що закривало б йому шлях на повернення і могло призвести до репресій стосовно матері і сестри, що залишилися в Румунії. Після важких роздумів Куліану залишився в Італії на нелегальному стані, відразу втративши засоби до існування. Протягом кількох місяців він ночував у знайомих італійців і перебивався випадковими заробітками — займався репетиторством, мив посуд у ресторанах, чистив громадські туалети. Одночасно писав проекти і відправляв їх до італійських університетів. Незабаром прийшла звістка про те, що мати і сестра Куліану були звільнені з роботи. Після цього Куліану здійснив спробу самогубства, порізавши собі жили, однак залишився жити. У подальшому до кінця життя Куліану носив сорочки з довгим рукавом, приховуючи сліди порізів .
У листопаді 1974 Куліану пройшов конкурс і отримав стипендію від Італійської Національної ради по дослідженнях для продовження освіти у Міланському католицькому університеті Святого Серці (Universita Cattolica del Sacro Cuore),  одному із найпрестижніших університетів країни. Почався злет його наукової кар’єри. Куліану займався грецькою і давньоєврейською мовами, історією релігії, відвідуючи лекції по гностицизму відомого італійського професора Уго Б’янкі (Ugo Bianchi, 1922—1995). З частом Б’янкі зробив його своїм помічником. Під керівництвом Б’янкі він почав працювати над докторською дисертацією «Гностицизм і сучасна філософія: Ганс Йонас» («Gnosticismo e pensiero moderno: Hans Jonas»)і захистив її у 1977 .
Італійський період у Куліану був надзвичайно продуктивним. У цей час він постійно публікувався в журналах «Aevum» і «Studi e materiali di storia delle religioni», писав статті та книжкові огляди, що відносилися до різних царин історій і релігій, із гострою зацікавленістю до методології. Направлення його досліджень можна прослідкувати за його статтями, які опубліковані у таких престижних журналах, як «Numen» після 1975 та «Revue de l’histoire des religions» після 1976. В результаті його багаторічних італійських досліджень з’явилася робота про ерос та магію в епоху Відродження, яка була опублікована в Парижі у 1984 під назвою «Ерос і магія епохи Відродження» («Éros et magie à la Renaissance»). 
Аналізуючи фантасмагоричний фон розіних релігійних технік таких гуманістів як Марсіліо Фічіно та Джордано Бруно, Куліану продемонстрував, як цензура ренесансного уявлення у XVI та XVII століттях зіграла велику роль у віддалені з європейської релігійної сцени, що вводили в оману технік маніпуляції за допомогою магії. В Італії Куліану опублікував книжку про гностицизм, що включила інтерв'ю з Гансьом Йогансеном, що свідчить про його велику зацікавленість до давньої гностичної думки і її сучасним реєнкарнаціям. Книжка була заснована на матеріялах його докторської дисертації і мала ту ж назву («Gnosticismo e pensiero moderno: Hans Jonas», 1985).

### Нідерланди (1978—1986)
У 1976 Куліану переїхав до Нідерландів, викладав у Гронінгенському університеті історію релігій та історію румунської культури, відвідував курси лекцій по магії професора Г.Г. Кіппенберга. У цей же час він працював над двома дисертаціями під керівництвом відомого французького історика та антрополога професора Мішеля Месліна (Michel Meslin), з яким познайомився у серпні 1975 на конгресі Міжнародної асоціації історії релігії (IAHR) в Ланкастері. Обидві дисертації захищали у Сорбоні. Перша дисертація («Expériences de l’extase et symboles de l’ascension, de l’Hellénisme à l’Islam», 1980) була присвячена екстатичним технікам та досвіду мандрувані в інші світи у різних історичних культурах — від Давньоїх Греції до ісламу. Друга дисертація («Recherches sur les dualismes d’Occident: Analyse de leurs principaux mythes», 1987) досліджуе дуалізм на основі аналізу західної міфології .
У цей же період були опубліковані дві його монографії французькою мовою, одна із яких була присвячена «піднесенню душі» в історичной і порівняльній перспективі (Psychanodia I: A Survey of the Evidence concerning the Ascension of the Soul and Its Relevance, 1983), а друга — темі екстазу, вознесення і візіоністського опису другого світу (Expériences de l’extase: Extase, ascension, et récit visionnaire, de l’héllenisme au Moyen Age, 1984). Ці книжки до сих пір мають важливе значення для чіткого і усвідомленого дослідження найбільш складних і захопливих тем релігієзнавства, і як критики неадекватності, необґрунтованих передумов і фактичних помилок німецької школи історії релігій. Починаючи з початку 1980-х Куліану став все більше і більше цікавитися різними аспектами гностицизма, одночасно удосконалюючи свої знання в царині антропології, когнітивних наук, літературної критики сучасної культури .
Куліану також брав участь у розробці нео-латинських та румунських тем під керівництвом професора Віллема Ноомена (Willem Noomen), для якого у 1983 редактував науковий збірник .
У Нідерландах Куліану познайомився з румунською емігранткою Зоєю і одружився з нею, але через нетривалий час шлюб розпався. 
У 1986 він зустрів студентку Гарвардського університету Гілларі Віснер, яка стала його нареченою і співавтором низки праць. В останні роки перебування у Нідерландах відзначалися тісним співробітництвом Куліану зі своїм знаменитим співвітчизником Мірчею Еліаде (1907—1986), який на той час очолював школу богослов'я Чиказького університету.

### США (1986—1991)
Від’їзд до США у 1986 став найважливішим поворотним моментом у науковій кар’єрі Куліану. 
Спочатку працював науковим співробітником (fellow), а потім екстраординарним професором (associate professor) Школи богослов'я Чиказького університету. 

## Спадщина
Праці Куліану широко визнані у всьому світі. Усі його книжки доступні в англійському перекладі і у більшості перекладені на німецьку, італійську та інші мови.

### Смерть
Через кілька хвилин після завершення розмови зі своїм аспірантом Олександром Аргуел’єсом, опівдні, коли будинок був переповнений відвідувачами книжкового розпродажу, Куліану був убитий пострілом у потилицю в туалеті школи богослов’я Свіфт Голл Університету Чикаго. Особу вбивці не встановлено.  

### Наукові праці
- Ерос та магія в епоху Відродження. 1484. Пер. с франц. Вступ. стаття О. В. Горшуновой. СПб.: Видавництво Івана Лімбаха, 2017
- Mircea Eliade, Assisi, Cittadella Editrice, 1978; Roma, Settimo Sigillo, 2008(2); Mircea Eliade, Bucureşti, Nemira, 1995, 1998(2); Iaşi, Polirom, 2004(3)
- Iter in Silvis: Saggi scelti sulla gnosi e altri studi, Gnosis, no. 2, Messina, EDAS, 1981
- Religione e accrescimento del potere, in G. Romanato, M. Lombardo, I.P. Culianu, Religione e potere, Torino, Marietti, 1981
- Psychanodia: A Survey of the Evidence Concerning the Ascension of the Soul and Its Relevance, Leiden, Brill, 1983
- Eros et magie a la Renaissance. 1484, Paris, Flammarion, 1984
- Expériences de l’extase: Extase, ascension et récit visionnaire de l’hellénisme au Moyen Age, Paris, Payot, 1984; Experienze dell’estasi dall’Ellenismo al Medioevo, Bari, Laterza, 1986
- Gnosticismo e pensiero moderno: Hans Jonas, Roma, L’Erma di Bretschneider, 1985
- Éros et Magie à la Renaissance. 1484, Paris, Flammarion, 1984; Eros and Magic in the Renaissance, Chicago, University of Chicago Press, 1987; Eros e magia nel Rinascimento: La congiunzione astrologica del 1484, Milano, Il Saggiatore — A. Mondadori, 1987; Eros şi magie în Renaştere. 1484, Bucureşti, Nemira, 1994, 1999(2); Iaşi, Polirom, 2003(3), 2011, 2015; Eros y magia en el Renacimiento. 1484, Madrid, Ediciones Siruela, 1999
- Recherches sur les dualismes d’Occident: Analyse de leurs principaux mythes, Lille, Lille-Thèses, 1986; I miti dei dualismi occidentali, Milano, Jaca Book, 1989
- Les Gnoses dualistes d’Occident: Histoire et mythes, Paris, Plon, 1990; The Tree of Gnosis, New York, HarperCollins, 1992; Gnozele dualiste ale Occidentului. Istorie si mituri, Bucureşti, Nemira, 1995; Iaşi, Polirom, 2002(2), 2013
- Out of this World: Otherworldly Journeys from Gilgamesh to Albert Einstein, Boston, Shambhala, 1991; Mas alla de este mundo, Barcelona, Paidos Orientalia, 1993; Călătorii in lumea de dincolo, Bucureşti, Nemira, 1994, 1999(2); Iaşi, Polirom, 2003(3), 2007, 2015; Jenseits dieser Welt, Munchen, Eugen Diederichs Verlag, 1995
- I viaggi dell’anima, Milano, Arnoldo Mondadori Editore, 1991
- The Tree of Gnosis : Gnostic Mythology from Early Christianity to Modern Nihilism, San Francisco, HarperCollins, 1992; Arborele gnozei. Mitologia gnostică de la creştinismul timpuriu la nihilismul modern, Bucureşti, Nemira, 1999; Iasi, Polirom, 2005, 2015
- Experiences del extasis, Barcelona, Paidos Orientalia, 1994; Experienţe ale extazului, Bucureşti, Nemira, 1997; Iaşi, Polirom, 2004(2)
- Religie şi putere, Bucureşti, Nemira, 1996; Iași, Polirom, 2005
- Psihanodia, Bucureşti, Nemira, 1997, Iași, Polirom, 2006
- Păcatul împotriva spiritului. Scrieri politice, Bucureşti, Nemira, 1999; Iași, Polirom, 2005, 2013
- Studii româneşti I. Fantasmele nihilismului. Secretul Doctorului Eliade, Bucureşti, Nemira, 2000; Iași, Polirom, 2006
- «Studii românești II. Soarele și Luna. Otrăvurile admirației», Iași, Polirom, 2009
- «Iter in silvis I. Eseuri despre gnoză și alte studii», Iași, Polirom, 2012
- «Iter in silvis II. Gnoză și magie», Iași, Polirom, 2013
- Jocurile minţii. Istoria ideilor, teoria culturii, epistemologie, Iaşi, Polirom, 2002
- Iocari serio. Ştiinţa şi arta în gîndirea Renaşterii, Iaşi, Polirom, 2003
- Cult, magie, erezii. Articole din enciclopedii ale religiilor, Iaşi, Polirom, 2003
- ``Marsilio Ficino (1433—1499) si problemele platonismului in Renastere, Iasi, Polirom, 2015
- ``Dialoguri intrerupte. Corespondenta Mircea Eliade-Ioan Petru Culianu, Iasi, Polirom, 2004, 2013 (2)

#### У співавторстві
- With Mircea Eliade and H.S. Wiesner: Dictionnaire des Religions, Avec la collaboration de H.S. Wiesner. Paris, Plon, 1990, 1992(2); The Eliade Guide to World Religions, Harper, San Francisco, 1991 ; Handbuch der Religionen, Zürich und München, Artemis-Winkler-Verlag, 1991; Suhrkamp-Taschenbuch, 1995; Diccionario de las religiones Barcelona, Paidos Orientalia, 1993; Dicţionarul religiilor, Bucureşti, Humanitas, 1993, 1996(2);Iași, Polirom,2007
- The Encyclopedia of Religion, Collier Macmillan, New York, 1987
- The HarperCollins Concise Guide to World Religions, Harper, San Francisco, 2000

### Художня література
- La collezione di smeraldi. Racconti, Milano, Jaca Book, 1989
- Hesperus, Bucureşti, Univers, 1992; Bucureşti, Nemira, 1998(2); Iaşi, Polirom, 2003(3)
- Pergamentul diafan. Povestiri, Bucureşti, Nemira, 1994
- Pergamentul diafan. Ultimele povestiri, Bucureşti, Nemira, 1996(2); Iaşi, Polirom, 2002(3)
- Arta fugii. Povestiri, Iaşi, Polirom, 2002
- Jocul de smarald, Iaşi, Polirom, 2005, 2011(2)
- "Tozgrec, Iași, Polirom, 2010

### Інші
- Dialoguri întrerupte. Corespondenţa Mircea Eliade — Ioan Petru Culianu, Iaşi, Polirom, 2004

## Роботи про Куліану
Біографія та аналіз смерті Куліану були опубліковані Тедом Антоном під назвою «Eros, Magic, and the Death of Professor Culianu» [Архівовано 28 лютого 2019 у Wayback Machine.]
Див. також 
- Горшунова О. В.Терра инкогнита Йоана Кулиану // Этнографическое обозрение, 2008, n° 6, сс. 94-110,ISSN: 0869-5415
- Elemire Zolla, Ioan Petru Culianu, Alberto Tallone Editore, 1994;
- Umberto Eco, Murder in Chicago, in The New York Review of Books, April 10, 1997;
- Sorin Antohi (ed.), Religion, Fiction, and History. Essays in Memory of Ioan Petru Culianu, Volumes I—II, Bucharest, Nemira, 2001;
- Sorin Antohi (coordinator), Ioan Petru Culianu. Omul şi opera, Iaşi, Polirom, 2003;
- Matei Calinescu, Despre Ioan Petru Culianu si Mircea Eliade. Amintiri, lecturi, reflectii, Iasi, Polirom, 2002, 2005(2);
- Andrei Oişteanu, Religie, politică şi mit. Texte despre Mircea Eliade şi Ioan Petru Culianu, Polirom, Iaşi, 2007 (editia a doua, revazuta, adaugita si ilustrata, Polirom, iasi, 2014);
- Marcello De Martino, Mircea Eliade esoterico. Ioan Petru Culianu e i «non detti», Roma, Settimo Sigillo, 2008;
- Dorin David, «De la Eliade la Culianu», Cluj, Eikon, 2010;
- Dorin David, Thinking Interrupted / Comprehending Culianu’s Model, from Gnosis to Constructal Law.
- Ted Anton, The Killing Of Professor Culianu [Архівовано 22 травня 2007 у Wayback Machine.] — Linguafranca, Volume 2, No. 6 — September/October 1992.